# دراسة هارفارد عن السعادة
دراسة هارفارد عن السعادة (بالإنجليزية: Harvard Study of Adult Development) هي واحدة من أطول الدراسات العلمية التي تركز على فهم العوامل التي تؤثر على السعادة وجودة الحياة. بدأت هذه الدراسة في عام 1938، حيث تم متابعة حياة 724 شخصًا على مدى أكثر من 85 عامًا، بما في ذلك طلاب من جامعة هارفارد وأفراد من أحياء فقيرة في بوسطن. ولا تزال الدراسة مستمرة مما يجعلها أطول دراسة علمية في تاريخ البشرية.
تهدف الدراسة إلى تحديد ما يجعل الحياة الشخصية سعيدة وذات معنى، وقد أظهرت نتائج الدراسة أن العلاقات الاجتماعية القوية هي العنصر الأكثر تأثيرًا في جلب السعادة والاستمتاع بالصحة. من خلال جمع البيانات على مر السنين توصل الباحثون إلى أن العلاقات الإنسانية هي المفتاح لحياة سعيدة وصحية وليس المال أو الشهرة.

## خلفية تاريخية
انطلقت الدراسة في جامعة هارفارد عام 1938 بمشاركة 724 شخصًا من طبقات اجتماعية واقتصادية مختلفة؛ واستخدمت الدراسة عينة من طلاب جامعة هارفارد وأفراد آخرين من أحياء فقيرة في مدينة بوسطن. انطلقت الدراسة حينها في إطار جهود الباحثين في ذلك الوقت لفهم سر الاختلاف في مستويات السعادة عند الناس على مدى العمر، هذا الأسلوب سمح بتتبع حياة الأشخاص المتطوعين عبر عقود من الزمن. وقد تطورت الدراسة لاحقاً لتشمل ثلاثة أجيال وأكثر من 1300 من أحفاد المشاركين الأوائل، هذا ساهم في تكوين نظرة شاملة على العوامل المؤثرة في جودة الحياة وبالتالي تحقيق السعادة.

## منهجية الدراسة
تعتمد الدراسة على منهجية طويلة الأمد تجمع بين المقابلات السنوية والاختبارات الطبية والنفسية. فقد تم استجواب المشاركين بشكل مستمر والاستفسار عن حياتهم، تضمن ذلك تقييم مستمر لحالتهم الصحية والنفسية والاجتماعية. وبالإضافة إلى كل هذا شمل البحث اختبارات تصوير بالرنين المغناطيسي وفحوصات دم على مر السنين، الأمر الذي وفر بيانات متكاملة لتحليل سير الحياة الشخصية والصحية للمشاركين في الدراسة. كما تم تقسيم المشاركين في بعض النسخ من الدراسة إلى مجموعات مختلفة، أحدها شمل طلاب جامعة هارفارد والآخر رجالاً من مدينة بوسطن، هذا الإجراء ساعد على دراسة تأثير البيئة الاجتماعية والاقتصادية على مستوى السعادة.

## نتائج الدراسة
توصلت الدراسة إلى العديد من النتائج التي أثرت في فهم موضوع السعادة وجودة الحياة:
- العلاقات الاجتماعية وأثرها على السعادة: أظهرت النتائج بشكل واضح بأن جودة العلاقات الشخصية وعمق الروابط الاجتماعية هي العامل الأساسي في تقوية الشعور بالسعادة ومستوى جودة الحياة.[1] وقد أشارت البيانات إلى أن الدعم العاطفي والاجتماعي يلعب دورًا قويًا جدًا في حماية الإنسان من وحشة العزلة والتوتر النفسي[4]، كل هذا يؤدي بالضرورة إلى تحسين الحالة النفسية والجسدية مع تقدم العمر.[2]
- التأثير الوراثي والسلوك الشخصي: وتشير بعض التحليلات إلى أن حوالي 50% من مستويات السعادة لدى الناس تنبع من العوامل الوراثية، بينما تؤثر القرارات والسلوك الشخصي بما يقارب 40% في تحديد مستوى السعادة. هذا التوازن بين الجينات والسلوك اليومي يظهر أن السعادة لا تتأثر فقط بالعوامل الوراثية، وإنما تتأثر أيضًا بما يفعله الإنسان في عاداته وسلوكه اليومي.[1]
- نشاطات الشخص والصحة: بالإضافة إلى العلاقات الاجتماعية الوثيقة، كشفت الدراسة عن أهمية ممارسة النشاط البدني والحفاظ على الصحة كأسلوب حياة يساهم في جودة الحياة بشكل عام[5]، كما تبين أن المشاركة في الأنشطة التطوعية وأسلوب الحياة المتوازن يساهم في تأخير آثار الشيخوخة والحفاظ على الصحة على المدى البعيد.[3]

## التأثير
اعتمد الباحثون بقيادة الدكتور روبرت والدنجر على نتائج الدراسة للتشديد على أهمية الاستثمار في العلاقات الاجتماعية والصحة البدنية كأسرار ومفاتيح رئيسية للتمتع بحياة طويلة وسعيدة. وقد أوصى المشاركون في الدراسة بتوثيق وتقوية العلاقات العائلية والاجتماعية وتجنب العزلة، حيث تعتبر الوحدة عاملاً هدامًا يساهم في التدهور النفسي والجسدي.
كما شددت النتائج على ضرورة اتخاذ قرارات حكيمة وواعية فيما يخص نمط وأسلوب الحياة، وهذا يساهم في تحقيق توازن بين العوامل الوراثية والمحيط الذي يعيش فيه الإنسان.
دراسة هارفارد عن السعادة لها أثر بعيد المدى في مجالات الطب النفسي وعلم النفس الاجتماعي، فهذه الدراسة وفرت إطارًا لفهم كيفية تأثير العلاقات الاجتماعية والسلوك على الجودة العامة للحياة />. وأسهمت النتائج في صياغة سياسات وبرامج تهدف إلى ترسيخ سعادة الإنسان في مختلف مراحل العمر، كما ألهمت هذه الدراسة أبحاثًا تطورت بعدها حول العلاقة بين الحالة النفسية والجسدية والعلاقات الاجتماعية.

## أنظر أيضًا
- سعادة
- عن الحياة السعيدة
- فلسفة السعادة
- إيكيغاي